# 福岡市立東住吉中学校
福岡市立東住吉中学校（ふくおかしりつひがしすみよしちゅうがっこう）とは、福岡県福岡市博多区博多駅南にある公立の中学校。

## 沿革
- 1947年4月1日 新学区開設に伴う住吉中学校設立
- 1947年4月14日 福岡市立住吉小学校の6教室を借用して、開校する
- 1949年 第1棟完成
- 1950年 第2棟完成。借用校舎はなくなる
- 1951年 第3棟完成
- 1952年 運動場埋め立て完成
- 1954年4月1日 生徒数の急激な増加により、教室不足に。やむなく二部授業へ
- 1954年 分校完成。二部授業解消
- 1955年4月1日 分校独立（福岡市立住吉中学校）に伴い、校名を現校名に変更
- 1957年10月1日 雨天体操場兼講堂落成、校歌制定
- 1962年 PTA協力により、和風庭園完成
- 1972年3月31日 体育館兼講堂落成
- 1972年8月21日 プール竣工
- 1975年2月1日 西門完成
- 1980年9月9日 放送設備完成
- 1981年〜1983年 学校の荒廃が目立つようになる
- 1987年3月10日 校舎碑が完成
- 2002年7月31日 校内LANシステム工事完了
- 2014年給食受所の設備完成

## 交通
- 西鉄バス 駅東3丁目から徒歩2分
- JR博多駅から徒歩10分

## 行事
- 一学期
  - 始業式
  - 入学式
  - 一学期末考査

- - 自然教室 (1年)
  - 体育大会
  - 平和に関する学習

- 二学期
  - 生徒総会
  - 職場体験学習
  - 生徒会役員改選
  - 友愛バザー
  - 生徒会役員任命式
  - 文化発表会
  - 公開人権学習

- 三学期
  - 修学旅行(2年)
  - 卒業式
  - 修了式

## 部活
- 陸上部
- 野球部
- サッカー部
- バレー部
- バスケット部 (男子・女子)
- 音楽部
- 美術部
- 放送部

## 著名出身者
- 日下部基栄 - 元柔道選手